# Yang Yang (patinage de vitesse, 1977)
Pour les articles homonymes, voir Yáng (楊), Yáng (陽) et Yang Yang.
Ne doit pas être confondue avec Yang Yang, patineuse chinoise née en 1976.
Yang Yang (chinois simplifié : 杨阳 ; chinois traditionnel : 楊陽 ; pinyin : Yáng Yáng), née le 14 septembre 1977 à Changchun, est une patineuse sur piste courte chinoise. 
Née en 1977, le (S) est communément rajouté à son nom pour la distinguer de sa compatriote Yang Yang (A), née en 1976. 
Elle est de multiples fois médaillée aux Jeux olympiques d'hiver. Yang Yang (S) est aujourd'hui retirée de la compétition.

## Jeux olympiques
- Jeux olympiques d'hiver de 1998 à Nagano ( Japon) :
  -  Médaille d'argent sur relais 3000 m
  -  Médaille d'argent sur 500 m
  -  Médaille d'argent sur 1000 m

- Jeux olympiques d'hiver de 2002 à Salt Lake City ( États-Unis) :
  -  Médaille d'argent sur relais 3000 m
  -  Médaille de bronze sur 1000 m